# Heavenly voices
Pour les articles homonymes, voir Ethereal.
Genres dérivés
Dream pop, shoegazing
« Heavenly voices » [ˈhɛvənliˈvɔɪsɪz] (en francophonie) ou « ethereal wave » [ɪˈθɪə.ɹi.əl.weɪv] (d'après des sources anglophones ou germanophones,) sont des termes utilisés a posteriori comme noms de genre pour désigner globalement un type de musique atmosphérique faisant la part belle aux voix féminines « éthérées » ou « féériques ». Il est parfois considéré comme un sous-genre musical de la dark wave,, et parent de la néoclassique voire de l'ambient. Développé au début des années 1980,, au Royaume-Uni, le style heavenly voices est principalement représenté par des groupes signés au label 4AD,  comme les Cocteau Twins et Dead Can Dance à leurs débuts.

## Terminologie

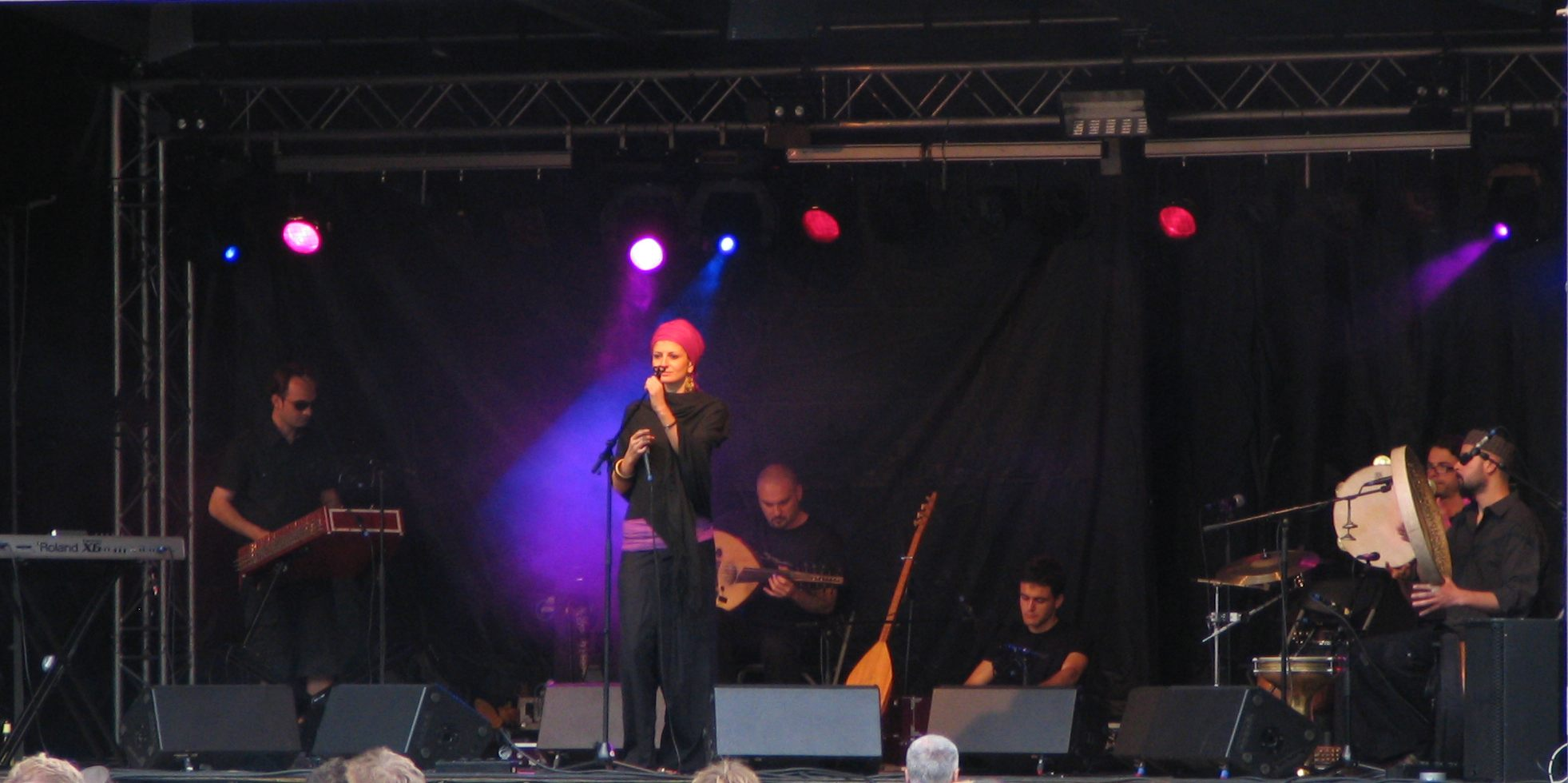
Le groupe Irfan au de 2008.

Historiquement, on doit l'émergence de cette tendance musicale au label britannique 4AD qui permit l'expression de formations différentes comme Cocteau Twins d'abord puis Dead Can Dance ou Lush ensuite, dans un Royaume-Uni en pleine crise post-punk. À l'origine le terme « heavenly voices » n'était pas encore employé, on parlait de dream pop ou de cold wave à propos de ces musiques. C'est bien plus tard qu'on a employé le terme pour désigner ce type de musique[réf. nécessaire]. Ensuite, les labels Crammed (Belgique), Projekt (États-Unis), Prikosnovénie (France) ou encore Hyperium (Allemagne) ont eux-mêmes produit leurs propres artistes enrichissant le genre. À cet égard le terme d'heavenly voices provient du nom d'une série de compilations produite par le label Hyperium dans les années 1990. La thématique de cette série était centrée sur des groupes de musiques atmosphériques ayant pour caractéristique de faire la part belle aux voix féminines éthérées, que ce soit des groupes de dream pop, d'ethereal, de néo-classique, de world music ou même des groupes de metal gothique à chanteuse. Le terme « heavenly voices » s'est ensuite entériné et a été pris comme un nom de style, qu'il n'est pas véritablement, puisque l'emploi du terme englobe  différents styles musicaux qui sont parfois bien distincts mais qui ont pour seuls points communs de faire la part belle aux atmosphères et au chant féminin éthérée[réf. nécessaire].
Dans les médias anglophones, en revanche, on emploie très peu le terme heavenly voices pour décrire le genre de musique, mais plutôt ethereal wave, ethereal darkwave, ethereal goth ou simplement ethereal. De nombreux albums de Cocteau Twins/This Mortal Coil sont décrits comme « ethereal » au milieu des années 1980,, « etherealism » ou « ethereal romanticism ». En septembre 1988, Staci Bonner du magazine Reflex décrit la musique de 4AD comme « gothically ethereal ». La presse écrite américaine, e.g. Alternative Press, SPIN, et Option music magazine, utilisent plus fréquemment le terme de « ethereal goth », tandis que la presse spécialisée européenne, en particulier les fanzines allemands comme Glasnost, Aeterna, Entry, Black, et Astan, utilisent le terme de « ethereal wave » dans la même veine que la new wave, la dark wave, et la cold wave.

## Caractéristiques
Elles sont caractérisées par la prédominance de nappes de synthétiseurs, de chœurs féminins, et un tempo souvent lent. L'heavenly voices est plus ou moins lié à la dark wave, car les tendances principales à savoir l'ethereal wave et le neoclassique proviennent du mouvement dark wave. Cependant certaines des tendances musicales estampillées heavenly voices ne sont pas forcément porteuses de sonorités et d'ambiances sombres. Certaines tendances plus liées à la musique new age ou à la dream pop sont au contraire parfois plutôt lumineuses (exemple : certains titres de Cocteau Twins, 17e Vie ou Ataraxia)[réf. nécessaire].
Dans tous les cas, même si certaines tendances de l'heavenly voices se sont éloignées de la noirceur et de la mélancolie originelle, c'est bien dans la musique gothique des années 1980 que l'heavenly voices trouve ses racines. Alyz Tale, Stephane Legay et Mario Glénadel soulignent que : « Comme on a pu le constater, la scène heavenly voices regroupe de nombreux artistes qui en assurent à leur manière leur évolution créative notable. L'immense diversité de ce genre musical, qui a encore de nombreuses années devant lui, ainsi que les notables retombées commerciales des derniers artistes de cette scène ne doivent pas faire oublier que c'est au cœur de la noirceur gothique qu'elle a vu le jour. De plus en plus féerique et de moins en moins morbide, la scène Heavenly voices perd ces dernières années beaucoup de la mélancolie qui l'animait. »
Ces chœurs féminins souvent lyriques peuvent être perçus comme mystiques par analogie avec les chœurs des chants religieux. Les textes sont généralement travaillés et traitent de contes médiévaux, folklore celtique et autres mythologies fantastiques.
Les accompagnements marient instruments et techniques modernes avec des instruments traditionnels[réf. nécessaire].

## Artistes représentatifs
Les artistes et groupes représentatifs du genre incluent : Cocteau Twins (1983–1988),, Faded Sympathy, Love Spirals Downwards,, Lycia,, Siddal et The Breath of Life, Autumn's Grey Solace, Mylène Farmer, etc.